# Fossa di Suruga

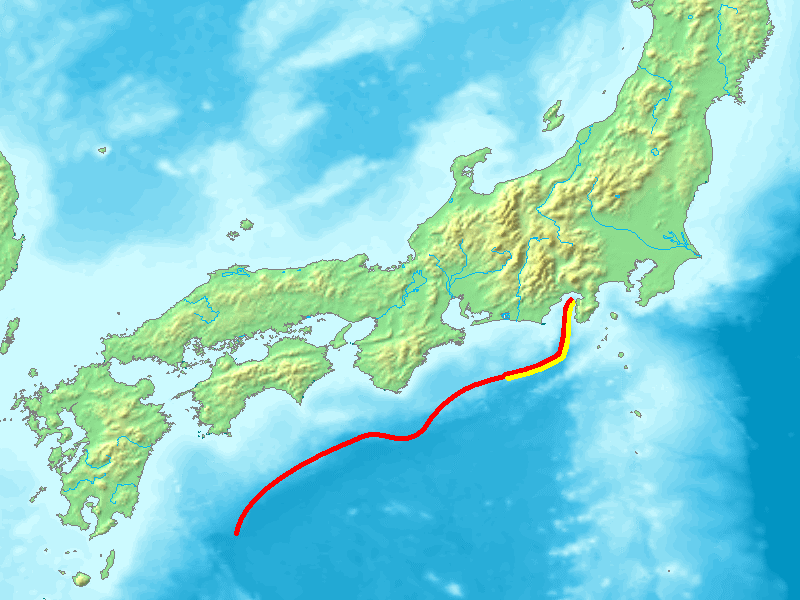
Localizzazione della fossa di Suruga (tratto evidenziato in giallo)

La  fossa di Suruga (駿河トラフ?, Suruga Torafu) è una fossa sottomarina (o depressione strutturale lineare) situata al largo della baia di Suruga, in Giappone.
La fossa costituisce la parte settentrionale della fossa di Nankai che ha causato numerosi forti terremoti nella storia giapponese. Entrambe le fosse marcano il limite di subduzione della placca marina della Filippine sotto la placca dell'Amur.